# SCD
SCD (англ. Stearoyl-CoA desaturase) – білок, який кодується однойменним геном, розташованим у людей на короткому плечі 10-ї хромосоми. Довжина поліпептидного ланцюга білка становить 359 амінокислот, а молекулярна маса — 41 523.
| 10         |  | 20         |  | 30         |  | 40         |  | 50         |
| ---------- |  | ---------- |  | ---------- |  | ---------- |  | ---------- |
| MPAHLLQDDI |  | SSSYTTTTTI |  | TAPPSRVLQN |  | GGDKLETMPL |  | YLEDDIRPDI |
| KDDIYDPTYK |  | DKEGPSPKVE |  | YVWRNIILMS |  | LLHLGALYGI |  | TLIPTCKFYT |
| WLWGVFYYFV |  | SALGITAGAH |  | RLWSHRSYKA |  | RLPLRLFLII |  | ANTMAFQNDV |
| YEWARDHRAH |  | HKFSETHADP |  | HNSRRGFFFS |  | HVGWLLVRKH |  | PAVKEKGSTL |
| DLSDLEAEKL |  | VMFQRRYYKP |  | GLLMMCFILP |  | TLVPWYFWGE |  | TFQNSVFVAT |
| FLRYAVVLNA |  | TWLVNSAAHL |  | FGYRPYDKNI |  | SPRENILVSL |  | GAVGEGFHNY |
| HHSFPYDYSA |  | SEYRWHINFT |  | TFFIDCMAAL |  | GLAYDRKKVS |  | KAAILARIKR |
| TGDGNYKSG  |  |            |  |            |  |            |  |            |

A: Аланін

C: Цистеїн

D: Аспарагінова кислота

E: Глутамінова кислота

F: Фенілаланін

G: Гліцин

H: Гістидин

I: Ізолейцин

K: Лізин

L: Лейцин

M: Метіонін

N: Аспарагін

P: Пролін

Q: Глутамін

R: Аргінін

S: Серин

T: Треонін

V: Валін

W: Триптофан

Кодований геном білок за функціями належить до оксидоредуктаз, фосфопротеїнів. 
Задіяний у таких біологічних процесах, як метаболізм жирних кислот, метаболізм ліпідів, біосинтез жирних кислот, біосинтез ліпідів. 
Білок має сайт для зв'язування з іонами металів, іоном заліза. 
Локалізований у мембрані, ендоплазматичному ретикулумі.